# Isulan, Sultan Kudarat

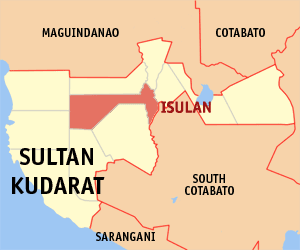
Bản đồ Sultan Kudarat với vị trí của Isulan

Isulan là một đô thị hạng 1 ở tỉnh Sultan Kudarat, Philippines. It is the provincial capital of the Province of Sultan Kudarat. Theo điều tra dân số năm 2000, đô thị này có dân số 73,129 người trong 14.333 hộ.

## Các đơn vị hành chính
Isulan được chia thành 17 barangay.
| - Bambad - Bual - D'Lotilla - Dansuli - Impao - Kalawag I - Kalawag II - Kalawag III - Kenram - Kolambog - Kudanding - Lagandang - Laguilayan - Mapantig - New Pangasinan - Sampao - Tayugo |

Bản mẫu:Sultan Kudarat